# クラーケン連隊
クラーケン連隊（クラーケンれんたい、ウクライナ語: Kraken）は、ウクライナ国防省情報総局隷下の特殊部隊。

## 歴史

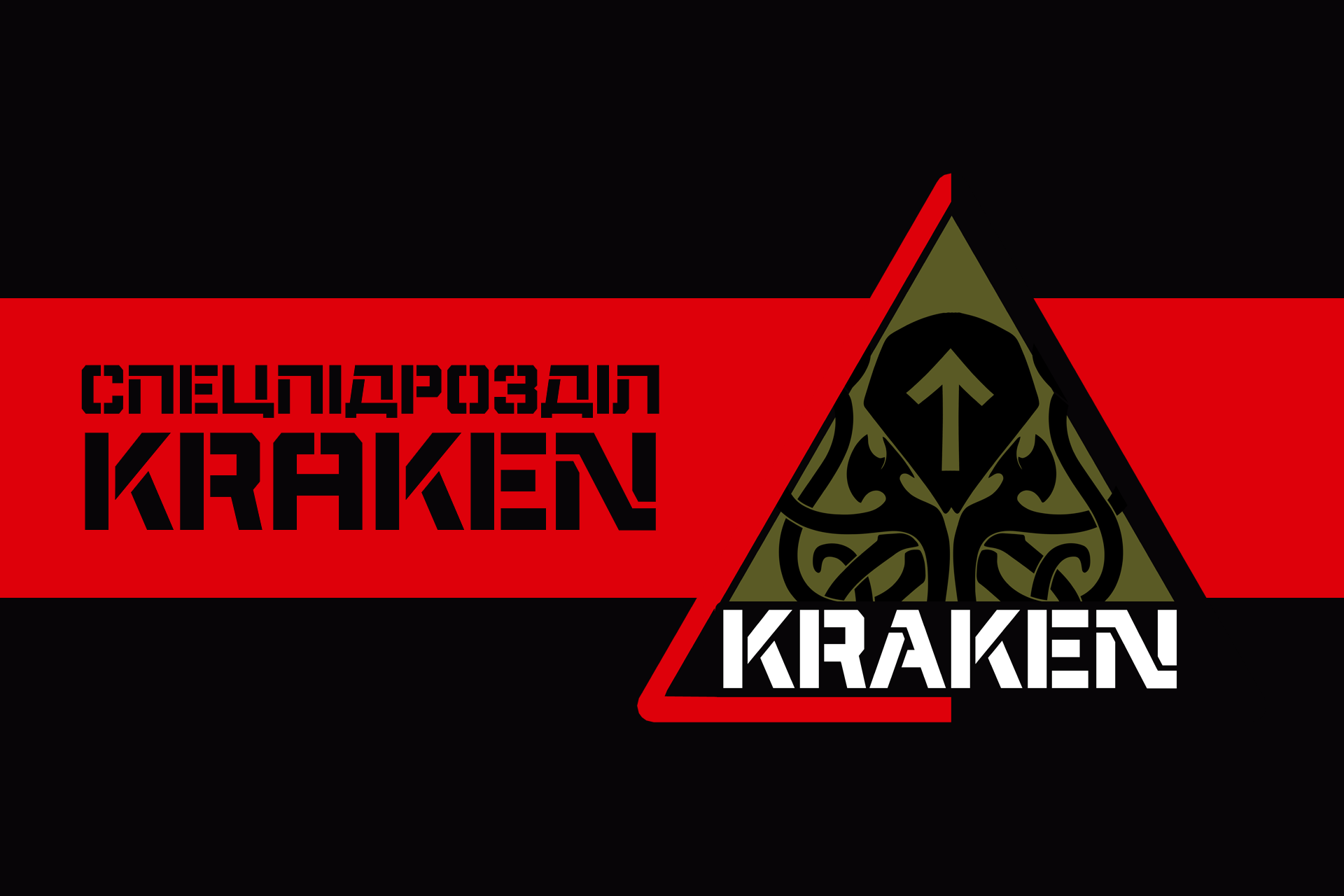
クラーケン連隊旗

この特別部隊は、 2022年2月24日にハルキウでアゾフ連隊の退役軍人 、ウクライナ国防省情報総局の士官、ウルトラス、志願兵によって結成された。部隊は5個大隊で構成されており、連隊規模である。ブダノフ情報総局長によれば、クラーケン連隊は2月24日の1.5週間前に結成され始めた。
この部隊の名前は 、敵に死をもたらす神話上の巨大怪物、クラーケンにちなんで命名された。
この部隊は、ウクライナ国防省情報総局によって率いられている。コスティアンティン・ネミチェフとセルヒー・ヴェリチコは指揮官の一人である。
2022年3月から10月まで、ハルキウ方面で戦った。
2023年1月にはドネツク地方のソレダルの戦いに参加し、3月にはバフムートでの戦いに参加した。
ウクライナ軍事情報局長キリーロ・ブダノフによれば、「クラーケン」はウクライナで「最も戦闘能力の高い部隊の1つ」である。
2024年5月、特殊部隊はチャシブ・ヤールの戦いに参加する。

## ギャラリー

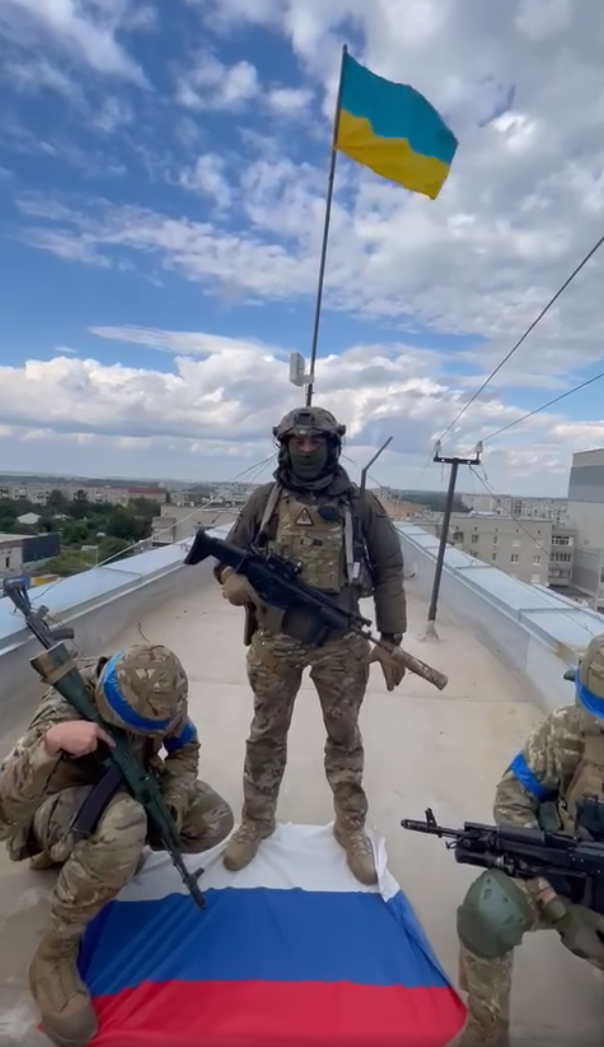
ロシア旗を踏みつけるクラーケン連隊
ロシア軍のBMP-1とクラーケン連隊
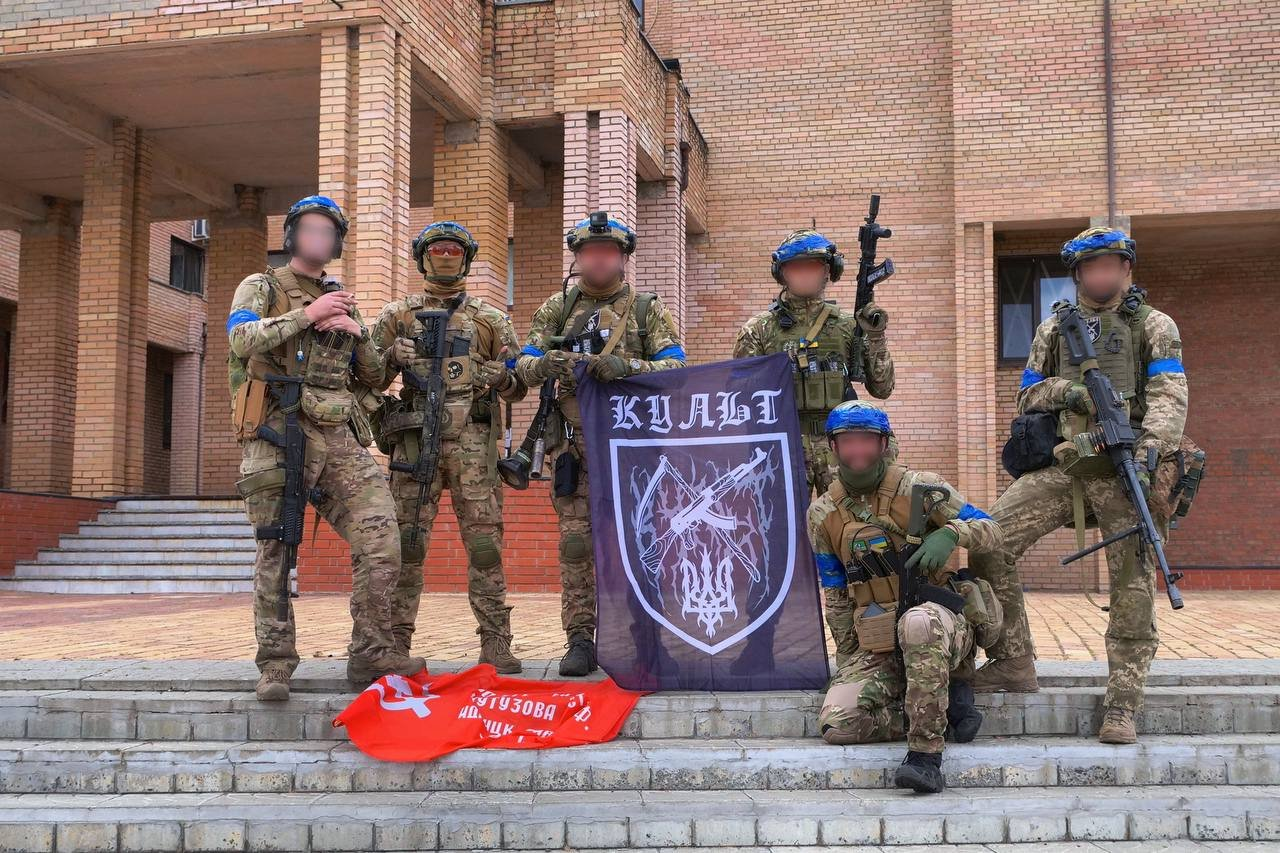
バラクレヤ・センターの前で記念撮影をするクラーケン連隊